# Кукушкин, Всеволод Владимирович
Всеволод Владимирович Кукушкин (род. 1942) — советский и российский спортсмен, журналист, писатель, хоккейный функционер.
Член Союза журналистов СССР с 1966 года, член Международной ассоциации спортивной прессы с 1969 года. Первый россиянин, удостоенный премии Поля Луака в 2000 году, ежегодной награды, вручаемой ИИХФ.

## Биография
Родился 3 мая 1942 года в городе Бийске. Его отец — советский писатель-прозаик и литературный критик, творческий псевдоним — Владимир Николаев.
Учился в местной школе, где уже играл в хоккей с мячом на позиции вратаря школьной команды. В молодости по совету своих родителей выучил английский язык и хотел стать журналистом. Но затем по совету отца окончил Московский энергетический институт в 1965 году. Был одним из первых, кто занимался бадминтоном в СССР (этот вид спорта начал зарождаться в стране в конце 1960-х годов).
В спортивной журналистике Кукушкин с 1966 года: работал в «Комсомольской правде», ТАСС, РИА «Новости», «Спорт-Экспрессе». Освещал летние Олимпийские игры 1968, 1972, 1980, 1988, 1992 годов и зимние Олимпийские игры 1976, 1980, 1992, 1994, 1998, 2002 годов, а также чемпионаты мира по хоккею и легендарные «Кубки Канады». Канадский журналист Мэтью Фишер и The Hockey News называют Кукушкина «деканом европейских хоккейных писателей».
Всеволод Кукушкин — автор ряда трудов, в числе которых книги «Короли без королевства», «Большая красная машина»; повести «Дышите глубже» (соавтор), «Выстрелы на лыжне» и другие. Также автор нескольких сценариев телевизионных документальных и научно-популярных фильмов. Он стал лауреатом Международного и всесоюзного фестивалей спортивных фильмов в 1972 году.

## Награды
- Орден «Знак Почёта» (1980 год)
- Почётная грамота Президента Российской Федерации (09 октября 2023 года) — за вклад в развитие физической культуры и спорта, многолетнюю добросовестную работу[7]